# Línea XYZ
La Línea XYZ (también denominada como Línea Matallana) consistió en un sistema de fortificaciones construido durante la guerra civil española para uso de tropas republicanas durante el año 1938. Situado al norte de la ciudad de Valencia, fue construido con el fin de defender dicha urbe contra los ataques de las tropas franquistas, enmarcados dentro de la conocida como Ofensiva del Levante.

## Características y organización
Un rasgo importante de la Línea XYZ es que no estaba formada por una franja de fortines o refugios hechos con hormigón armado como había sido el Cinturón de Hierro de Bilbao en el año 1937 (y como era la Línea Maginot en Francia), sino que era una "defensa en profundidad" constituida por una red de trincheras y refugios excavados para aprovechar el terreno áspero de las colinas que rodean Valencia por el norte y el noreste, lo cual dificultaba destruirlas solo mediante ataques aéreos y mucho más tratándose de asaltos frontales a cargo de la infantería. Así pues, no se debe entender como un completo sistema de búnkeres y fortificaciones de hormigón armado, sino como un sistema de trincheras y defensas en profundidad, que aprovechaban las dificultades orográficas. Así, en toda la línea destacaba la presencia de fortificaciones, trincheras y, en algunos casos, blocaos que en determinados puntos se encontraban rodeados de alambre de espino, si bien en su mayoría estas fortificaciones se encontraban en posiciones elevadas o con grandes desniveles que las hacían inexpugnables a un asalto de infantería e impracticables para el asalto de blindados y tanques. 
La línea se extendía desde la costa del Mar Mediterráneo (a la altura de La Llosa, antes de 1939 término de Almenara) hasta llegar a Santa Cruz de Moya (Cuenca), constituyendo una enrevesada línea de posiciones que serpenteaba por las provincias de Valencia, Castellón y una parte de Teruel hasta entrar en Cuenca. Su extraordinaria longitud se debía a que estaba diseñada para proteger a Valencia tanto de un asalto frontal (en un avance por la costa) como por el Oeste (a través del frente de Teruel). La Línea XYZ fue planificada por una comisión que presidía el coronel Tomás Ardid para parar el ejército franquista hacia Valencia. Su construcción se inició muy rápido a cargo de la Comandancia General de Ingenieros del Grupo Ejércitos de la REgión Central. Manuel Matallana, general del Ejército Popular de la República, fue el responsable de la construcción de la Línea XYZ. Matallana mantuvo constantes contactos clandestinos con los agentes franquistas infiltrados en territorio republicano, actuando en connivencia con estos. En la Línea XYZ trabajaron más de 14 000 personas y se enfrentaron prácticamente medio millón de soldados: unos 220 000 republicanos y 260 000 franquistas.

## Historia

### Orígenes
Después de que las tropas franquistas cortasen en dos el territorio de la República en abril de 1938 tras la Ofensiva de Aragón, Franco decidió dirigir sus tropas hacia el sur, en dirección hacia Valencia, con el objetivo de lanzar una rápida ofensiva que cerrase los puertos mediterráneos a la zona central republicana. Si bien las tropas republicanas que habían quedado cercadas en Cataluña estaban destrozadas y desorganizadas, las que habían quedado al sur del Levante estaban en condiciones de resistir, máxime por la zona que había escogido Franco. Y es que, al sur del río Ebro se extiende la montañosa región del Maestrazgo, una de las más agrestes de España, y famosa en tiempo de las guerras carlistas, especialmente por las partidas del general Cabrera.

### Ofensiva del Levante
Así pues, se establecieron una serie de líneas de contención y fortificaciones entre el sur de Castellón y el norte de Valencia con el objetivo de esperar hasta la llegada de los ejércitos franquistas en caso de que las tropas republicanas no pudieran detener a los franquistas más al norte. Tras conquistar Castellón (a mediados de junio), el 5 de julio se lanzó la ofensiva final para alcanzar Valencia, con gran despliegue artillero y aéreo. El plan del bando sublevado era fijar el frente en la línea Segorbe-Sagunto para luego avanzar hacia Valencia. Las tropas franquistas habían avanzado un total de 95 km al sur hasta entonces durante toda la ofensiva, hasta hallar un nuevo obstáculo en la Línea XYZ que protegía Valencia, el cual iba desde la sierra de Javalambre, pasando por la sierra del Toro hasta la localidad de Almenara, junto al mar, con su centro en la población de Viver donde se atrincheraban dos cuerpos de ejército republicanos al mando del general Manuel Matallana, sumando siete divisiones. Lo que desconocían los soldados franquistas es que era este el núcleo principal de las defensas republicanas en la zona.
Las tropas sublevadas lanzaron su primer ataque masivo contra esta línea el 13 de julio, pero resultó del todo estéril frente a la resistencia del Ejército Popular Republicano; la aviación sublevada no logró inutilizar las defensas republicanas en terreno montañoso, adecuadamente ocultas a los aviones franquistas, incluso a la Legión Cóndor o la Aviación Legionaria. Tales trincheras disponían de eficaces sistemas de comunicación entre sí, permitiendo a los defensores neutralizar los avances enemigos, que podían ser repelidos con fuego cruzado de ametralladoras desde muy diversas posiciones, gracias a que las trincheras republicanas aprovechaban muy bien las irregularidades del terreno. Las fuerzas sublevadas lanzaron diversos ataques frontales con gran despliegue de tropas, pero este esfuerzo fue inútil, más aún por cuanto las tropas atrincheradas de la República tenían ventaja táctica sobre los sublevados, imposibilitados de lanzar ataques sorpresa, y donde la toma de una trinchera podía ser tan sangrienta como inútil en tanto ello no aseguraba la dislocación del sistema defensivo. Las tropas del bando sublevado contaban con superioridad numérica en artillería, pero pese a batir constantemente el terreno enemigo por tres días desde el 20 de julio, sus ataques no desordenan la defensa de los republicanos, que lograron mantener sus posiciones.

### Combates en La Salada y Viver
Durante el mes de julio de 1938, se libraron fuertes combates en los alrededores de La Salada, montaña situada entre las provincias de Castellón, Teruel y Valencia. Al finalizar la batalla de Teruel, las tropas sublevadas avanzaron en dirección a Valencia. La 12.ª División del Cuerpo del Ejército del Turia al mando del general Asensio, después de haber tomado los pueblos de Manzanera y El Toro, ante la imposibilidad de cruzar el frente establecido a la altura del puerto del Ragudo, decidió avanzar en dirección a las fuentes del Palancia, que alcanzaron el día 18, lo rebasaron ampliamente alcanzando una loma al este del vértice Salada, todo ello sosteniendo duros combates; el día 19 la 12.ª División ascendió al vértice Salada, pretendiendo romper la línea defensiva establecida por el ejército de la República (línea XYZ o línea Matallana) y avanzar en dirección Andilla-Canales.

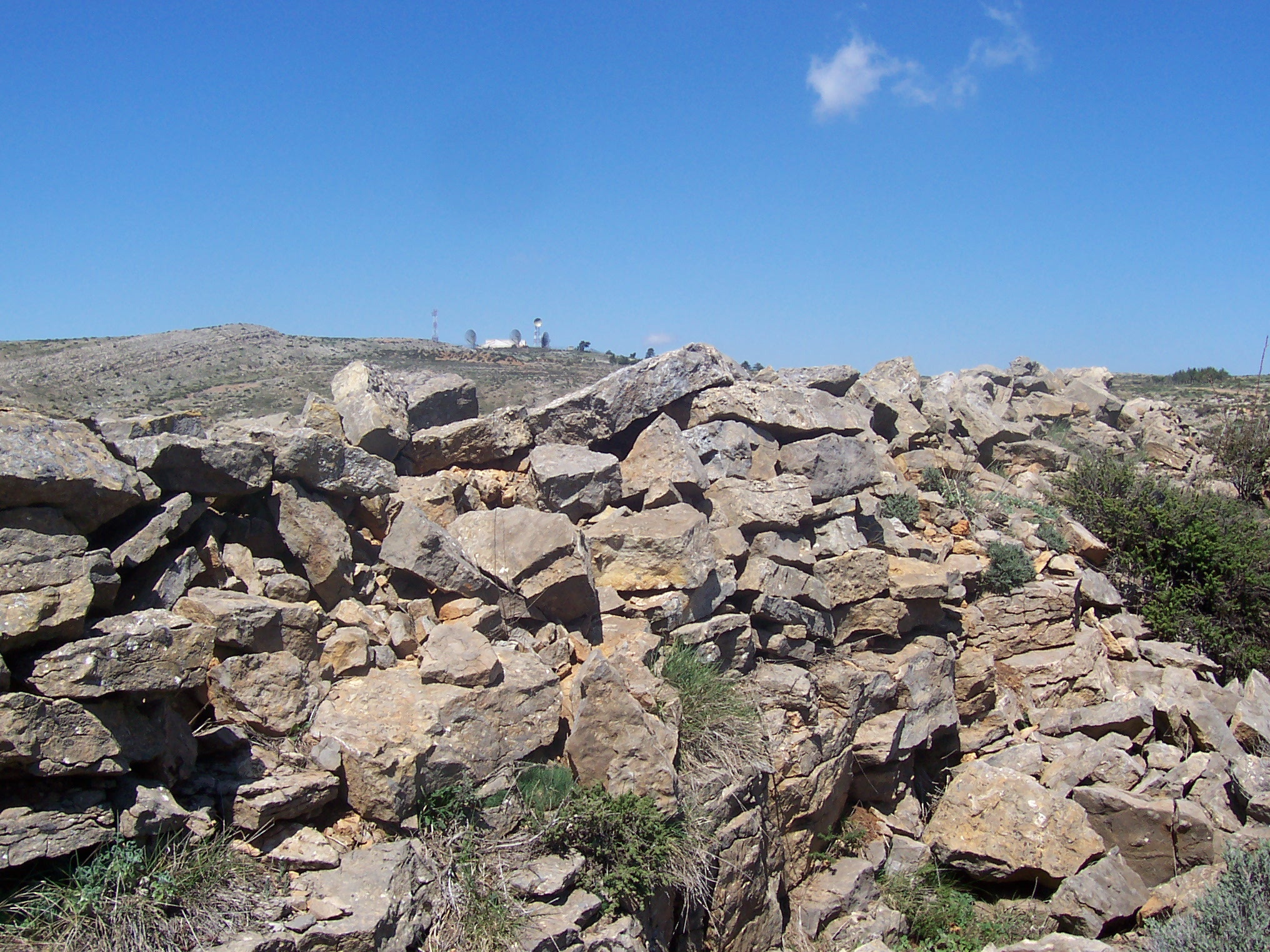
Vértice Salada desde una trinchera.

Las tropas de la 12.ª División enfrentaron una fuerte resistencia por parte de la 47.ª División del Ejército Popular de la República, librándose el día 19 el enconado combate en La Salada mencionado anteriormente. El día 20 la 12.ª División fue relevada por la 81.ª. El ejército republicano contraatacó infligiendo a las tropas de la 81.ª un significativo quebranto. Relevadas las tropas del general Asensio, la ofensiva quedó detenida, (estos combates en los alrededores de La Salada forman parte de la batalla por Valencia). El 23 de julio, la 81.ª División logró tomar Peña Juliana, pero no pudo mantener la posición ante los fuertes contraataques y fue autorizada a retirarse del cerro. El 25 de julio se detuvieron las operaciones, ya que en la noche del 24-25 se produjo la ofensiva republicana en el Ebro (para evitar la toma de Valencia), viéndose obligando el ejército sublevado a concentrar su esfuerzo principal en el frente de Gandesa. La 81.ª quedó establecida a los pies de Peña Juliana y se le ordenó fortificar su posición. Posteriormente, del 18 al 20 de agosto de 1938, se realizó por el Tabor del Grupo de Regulares de Tetuán núm.1 una acción sobre Peña Juliana que permitió rectificar la línea de vanguardia con la ocupación definitiva de este enclave a principios de septiembre de 1938. Como consecuencia de esta acción al Teniente D. José Oriol Anguera de Sojo y Dodero le fue concedida la Cruz Laureada de San Fernando (Orden de 1 de agosto de 1945, Diario Oficial del Ministerio del Ejército núm. 175/1945).
Actualmente quedan numerosos restos de los combates en los alrededores de La Salada, trincheras, cráteres en el suelo por el impacto de la artillería, fosas comunes como la existente en la Nevera Honda (según un artículo publicado en el diario Mediterráneo hay 150 soldados republicanos enterrados) tumbas solitarias, restos de los materiales utilizados (balas, granadas tipo bote, latas de comida etc.).

### Hasta el final de la guerra
El 25 de julio los republicanos cruzaron el Ebro, unos 150 km al norte de Sagunto, en una importante ofensiva del Ejército Popular de la República con el objetivo de aliviar la presión de sus camaradas del Levante. A partir de entonces el frente quedó en relativa calma exceptuando algunos tiroteos y combates de carácter local, porque una vez que terminó la Batalla del Ebro, los estrategas franquistas seguían concentrados en el frente catalán y dieron carpetazo final a sus planes de ofensiva en el Levante.
Esta situación llegó a su punto final en marzo de 1939, cuando se produjo la Ofensiva final de las tropas franquistas, en el contexto de la descomposición de la España republicana tras el golpe de Estado del Coronel Casado. La en otro tiempo inexpugnable Línea XYZ, en aquellos momentos del 28 de marzo de 1939 no era más que una posición abandonada y silenciosa. No obstante, en este sector hubo algunas resistencias aisladas por parte de grupos de soldados, con el objeto de dar tiempo a escapar a aquellos que lo desearan, pero el 29 de marzo las tropas de Franco ya controlaban la capital valenciana y todo el entramado defensivo de la Línea XYZ.

### Actualidad
Tras el final de la guerra, las autoridades franquistas desmantelaron todas las instalaciones del complejo defensivo, dejando exclusivamente las construcciones de carácter permanente como los fortines o búnkeres. Desde entonces, estas construcciones han permanecido prácticamente olvidadas y actualmente siguen prácticamente en la misma situación por parte de la administración pública, excepto algún caso local donde se haya efectuado una recuperación de las instalaciones para distintos usos.

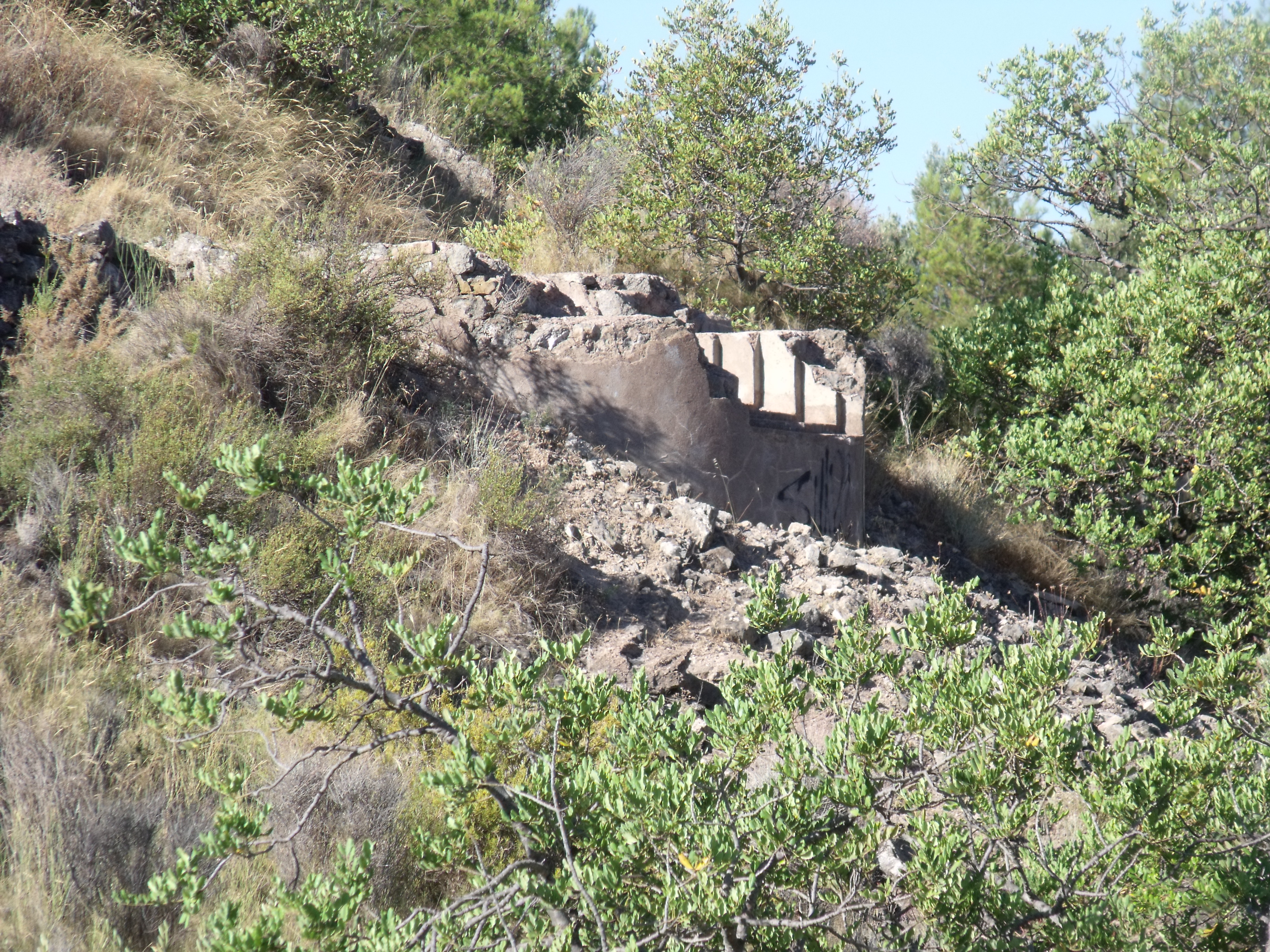
Esta posición sobre Vall de Uxó estaba originalmente cubierta por una bóveda de hormigón.
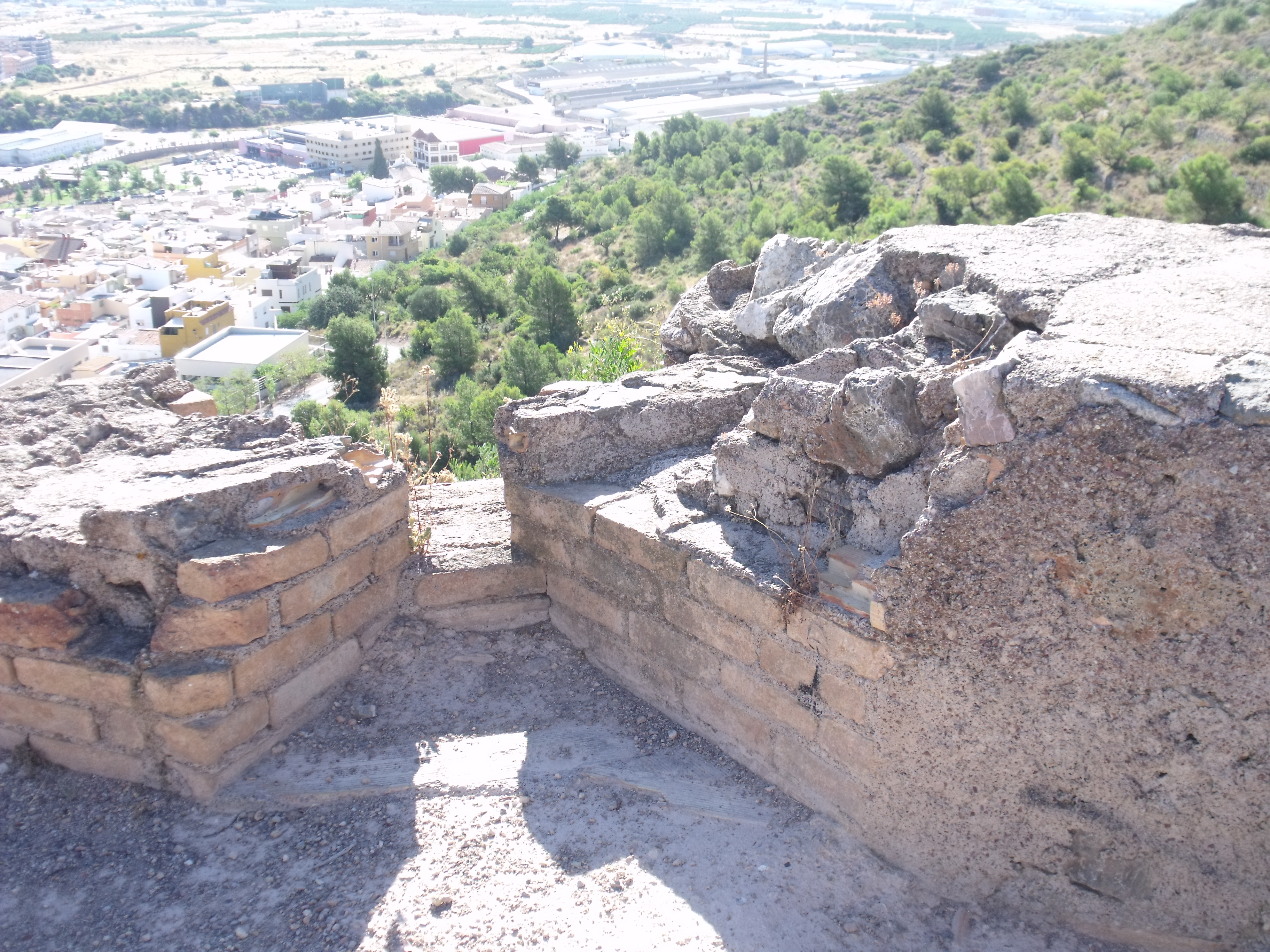
Vall de Uxó visto desde una posición de la Línea XYZ.
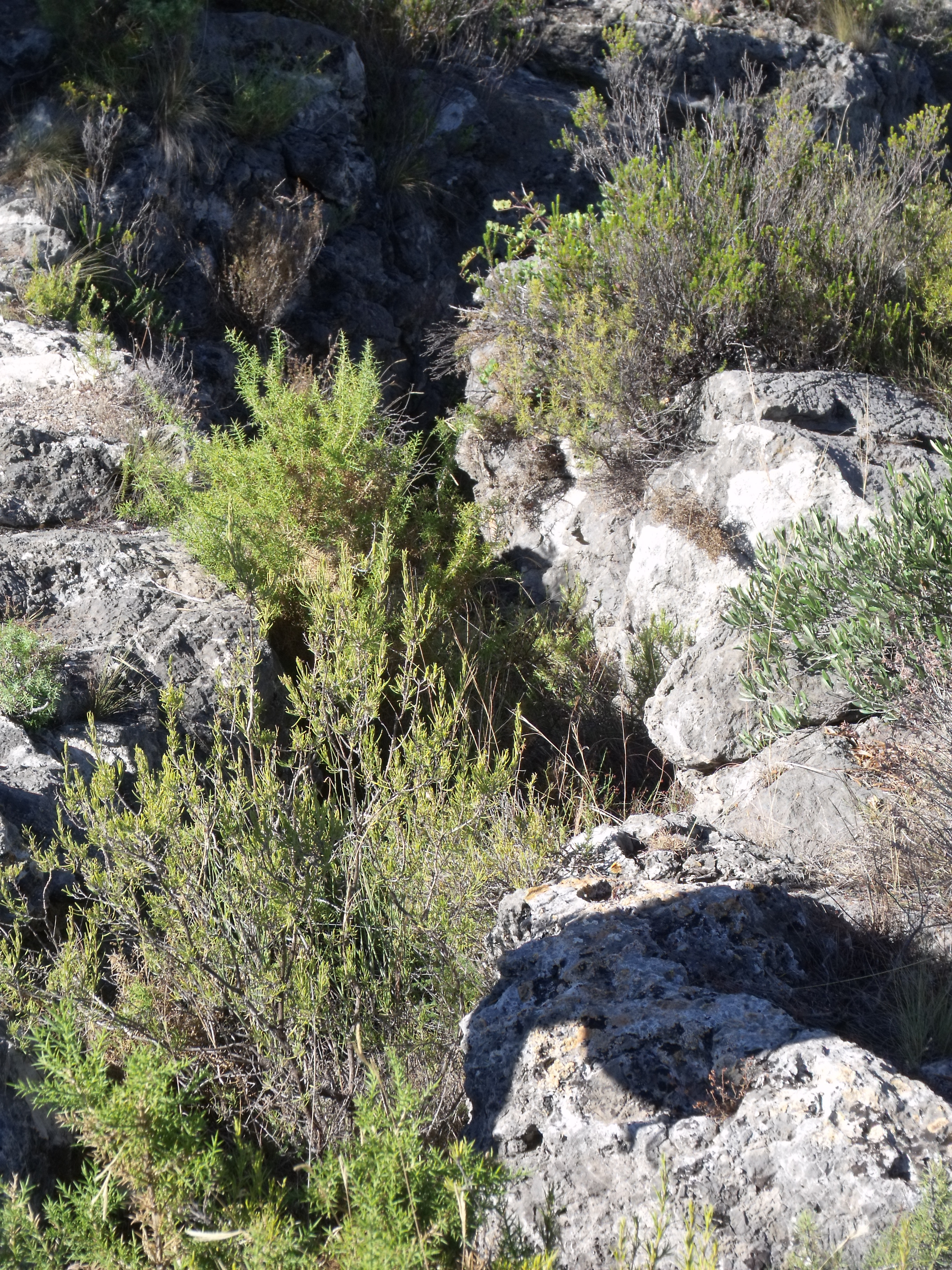
Sobre la Vall, las posiciones estaban comunicadas por trincheras que actualmente (2013) se encuentran cubiertas de vegetación.
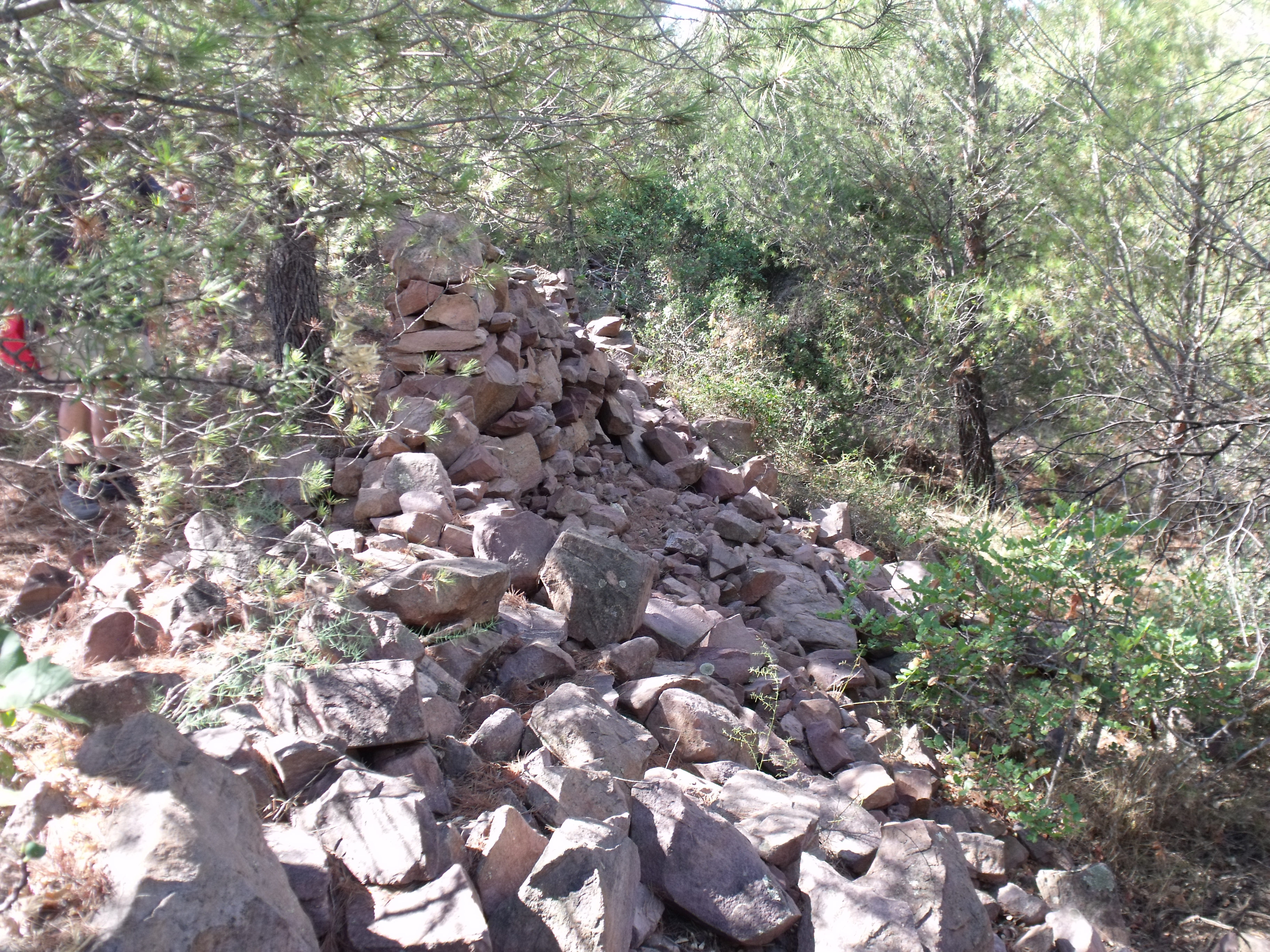
Muro de piedra seca en Villavieja.

### Centro de interpretación de la Línea XYZ
En junio de 2019 se inauguró el centro de interpretación de la Línea XYZ situado en Almenara, el punto de inicio de esta Línea de defensa republicana. El Centro está dividido en tres temáticas interrelacionadas, la primera el contexto histórico del conflicto, la segunda el por qué se construyó esta línea defensiva y la tercera, la participación y repercusión social. Además de la visita al centro se ofrecen rutas guiadas los fines de semana

## Grupo de recreación histórica Línea XYZ

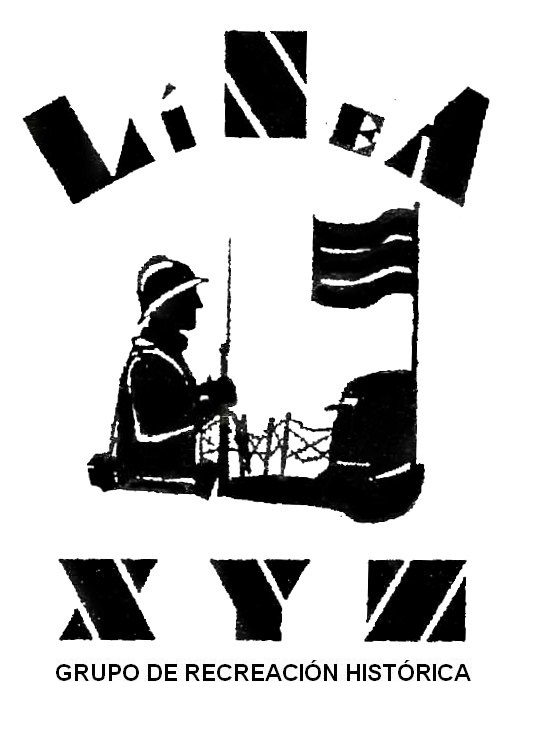
Logotipo del Grupo de Recreación Histórica Línea XYZ

En la actualidad existe un grupo de recreación histórica denominado Línea XYZ (en honor a este sistema defensivo) que se dedica a recrear la vida en el frente de batalla y en la retaguardia de ambos bandos durante la guerra civil española iniciada por el sublevación militar de julio de 1936. Por tanto se creó una asociación cultural para recuperar toda clase de información y material que fuera posible de este período histórico con el fin de que pueda ser mostrado de forma didáctica al público en general. Estos se limitan al estudio y a la recuperación de todo tipo de material, sean testimonios, prendas, pertrechos, fotos, documentos, armas, etc. de la guerra en la zona de Valencia y Castellón. Así mismo, intentan recrear situaciones bélicas donde participaron unidades valencianas tales como la Batalla de Teruel o la Defensa de Valencia (julio de 1938).